# Camille de Rocca Serra (homme politique, 1954)
Pour les articles homonymes, voir Rocca Serra.
Camille de Rocca Serra, né le 21 mai 1954 à Porto-Vecchio, est un homme politique français, membre de l'Union pour un mouvement populaire (UMP) puis des Républicains (LR). Député de la 2e circonscription de Corse-du-Sud de 2002 à 2017, il a été président de l'Assemblée de Corse de 2004 à 2010.

## Biographie
Issu d'une famille substistante de la noblesse corse, il est le fils de Jean-Paul de Rocca Serra, ancien parlementaire corse.
Maire de Porto-Vecchio de 1997 à 2004, Camille de Rocca Serra est élu député le 16 juin 2002, dans la 2e circonscription de la Corse-du-Sud. Membre du groupe UMP, il est réélu le 10 juin 2007 dès le premier tour, avec 51,02 % dès suffrages.
À l'issue du second tour de l'élection territoriale de 2004 en Corse, la liste qu'il conduit en ticket avec Ange Santini obtient 25,05 % des voix et 15 sièges sur 51 à l'Assemblée de Corse. Il en devient le président le 1er avril 2004, mais démissionne aussitôt, refusant de devoir son élection aux nationalistes. Son élection est confirmée trois jours plus tard, puisqu'il recueille 30 voix sur son nom, contre 17 au radical de gauche Émile Zuccarelli. La Corse est alors l'une des deux seules régions conservées par la droite.
La liste de Camille de Rocca Serra, qui brigue un nouveau mandat à l'élection territoriale de 2010, est défaite par celle de la gauche unie, qui remporte 36,62 % des voix au second tour, contre 27,65 % à la liste de la majorité présidentielle. Avec 12 élus de droite à l'Assemblée de Corse, le président sortant est battu par le communiste Dominique Bucchini le 25 mars 2010.
Il est réélu député de la 2e circonscription de la Corse-Sud avec 53,20 % des voix exprimées, le 17 juin 2012 déjouant tous les pronostics et arrivant en tête dans la majorité des cantons et des communes de la circonscription.
Il soutient François Fillon pour la primaire présidentielle des Républicains de 2016.

## Synthèse des mandats
- 3 octobre 1988 - 28 février 2002 : conseiller général de la Corse-du-Sud
- 18 juin 1995 - 10 novembre 1997 : conseiller municipal de Porto-Vecchio
- 10 novembre 1997 - 19 décembre 2004 : maire de Porto-Vecchio
- 16 mars 1998 - 15 novembre 2002 : vice-président de l'Assemblée de Corse
- 19 juin 2002 - 20 juin 2017 : député de la 2e circonscription de la Corse-du-Sud
- 4 avril 2004 - 25 mars 2010 : président de l'Assemblée de Corse